# Caudicornia flavicincta
Caudicornia flavicincta is een vlinder uit de familie wespvlinders (Sesiidae), onderfamilie Tinthiinae.
Caudicornia flavicincta is voor het eerst wetenschappelijk beschreven door Hampson in 1919. De soort komt voor in het Oriëntaals gebied.